# Замок Хора (Кітера)
Замок Хора (Кітера) —  венеційський замок XVI ст., розташований на висоті понад 200 метрів в м. Кітера на острові Кітера, Греція.

## Історія
Замок в сучасному вигляді реконструйований та розбудований венеційцями в 1503 році, які володіли ним до 1797 року. Першочергово будівництво знамку приписують венеційській знатній родині Веньєр. За різними даними, на тому ж місці раніше існувала візантійська фортеця. Замок називався "Критським оком" або "Оком грецьких морів", оскільки дозволяв контролювати судноплавство одразу в трьох морях: Іонічному, Егейському та Критському, та морський шлях між островами Кітера та Антікітера.
Замок вважався неприступним завдяки своїй архітектурі та розташуванню. Тому вважається, що Хайр ад-Дін Барбаросса в 1537 році не наважився атакувати замок, хоча пограбував острів.
В різний період фортеця перебувала під владою: османів (1715 - 1718 роки), французів (1797 - 1798 та 1808 - 1809 роки), російсько-турецьких військ (1798 рік - 21 березня 1800 року), Республіки семи островів (1800 - 1808 роки), англійців (1809 рік - 21 травня 1864 року), та німецько-італійських військ (1941 - 1944 роки під час Другої світової війни).
Під час французького правління із замку збито знак Венеційської республіки - лев Святого Марка.
В середині XIX століття замок налічував 200 постійних жителів.. Фортеця була заселена цивільними аж до початку Другої світової війни, коли її використовували для своїх потреб німецько-італійські війська.

## Архітектура
Замок має довжину 200 м. та ширину 80 м. Вхід до замку розташований на його західній стороні.
Товщина оборонних мурів складає близько метра.  Також в замку збереглося кілька гармат, венеційського, російсько-турецького та англійського періоду.
На східній околиці замку, розташовано палац венеційського губернатора, в якому згодом розміщувалась резиденція британського Верховного комісара, а нині - Історичний архів Кітери.
В замку залишились залишки в'язниці, порохового складу, низки церков та двоповерхових будинків, які щільно забудовували східну частину замку, а також склепінчастої цистерни для запасів води. Однією з церков замку є православна церква Панагія Миртідіотісса, датована 1580 роком, яка вважається покровителем острова та до 1806 року була католицьким храмом.  В цій церкві збереглися фрески, датовані XVI та XVIII століттям.
Фортеця відкрита для відвідування щодня з 1 листопада по 31 березня (з 08.00-15.00) та з 1 квітня по 31 жовтня (з 8.00-20.00).